# 風雲!江戸の夜明け
『風雲! 江戸の夜明け』（ふううんえどのよあけ）は、1989年1月10日から同年3月28日まで、テレビ東京で放送されたテレビ時代劇である。放送時間は毎週火曜19:00 - 19:30(JST)。全12話。テレビ東京での本放送終了後は、地方局のほか、CS放送の時代劇専門チャンネル、テレ朝チャンネル、衛星劇場でも再放送が行われた。

## 概要
若き日の徳川家光の日々を描いた時代劇。家光は乳母の春日局の目を盗んでは城を抜けては放蕩三昧の日々。だが、ある日家光暗殺を狙う一派から命を狙われ怪我を負うが、お庭番として家光に仕える（はずの）側用人・美雪に助けられる。美雪は愛してはならない家光に禁断の好意を寄せながらも町で起こる難事件を家光とともに解決する。
『カッ飛び!ヤンヤン姫』（主演 - 立花理佐）に代わり開始された時代劇。ロケ撮影は『ヤンヤン姫』同様、日光江戸村で行われた。コミカルな内容の『ヤンヤン姫』から一変、シリアスな作風の時代劇となった。
本作について主演の織田裕二は、「当時のことはまったく記憶が無い」とコメントしている。

## 出演
美雪 - 杉浦幸
徳川家光 - 織田裕二
春日局 - 久保菜穂子
土井利勝 - 中山昭二
伊達政宗 - 鹿内孝
柳生十兵衛 - 池上公司
服部半蔵 - 五十嵐利臣
小太郎 - 片桐光洋
横山重邦 - 田口弘
あざみ - 水沢螢
長宗我部右近 - 斉藤浩文
鳥居甲斐守成就 - 佐藤英夫
金貸し金兵衛 - 小島三児
平助 - 大谷勲
八千代太夫 - 高橋久美子
黒川 - 北爪利男
ナレーター - 小島敏彦

## 各回リスト
1. めぐり逢い
2. 家光と忍者たち
3. 子供が消えた!?
4. 謎の辻斬り事件
5. 金の茶室にひそむ謎!? 前編
6. 金の茶室にひそむ謎!? 後編
7. 江戸座炎上!? －悪の陰謀をつぶせ
8. 影武者の危機! 春日局の謀りごと
9. 闇に消えた小判!?
10. 富くじが導く運命の対決!
11. 夕闇に消えた姫君
12. 独眼竜政宗の決断 その時家光は!

## スタッフ
- 原作：大久保昌一良
- 脚本：大久保昌一良、金子裕　ほか
- 演出：小林俊一、日名子雅彦　ほか
- 殺陣：澤村剣友会
- 監修：野口勇
- プロデュース：福良好申、小林俊一、川島永次
- 制作協力：PROTX
- 製作著作：テレビ東京、彩の会